# Лазарев-Грузинский, Александр Семёнович
Александр Семёнович Лазарев-Грузинский (1861—1927) — русский писатель, беллетрист, журналист, поэт.

## Биография
Родился в 1861 году в Москве. Его отец был владимирским мещанином, а также судебным хроникёром газеты «Русские ведомости». С раннего детства Лазарев впитывал в себя по возбужденным разговорам отца с коллегами драмы и трагедии мещан и дворян, купцов и крестьян, служителей культа. У него рано пробудился интерес к изложению тех событий, наблюдателем которых он становился, или тех, о которых слышал.
После смерти отца 14-летний Лазарев поступил в Строгановское художественное училище, которое окончил в 1881 году. Некоторое время Александр Семёнович был преподавателем рисования и черчения в учительской семинарии г. Киржача Владимирской губернии.
Интерес к литературе проявил в 80-х годах. В это же время он стал сотрудником ряда юмористических журналов: «Осколки», «Будильник», «Развлечение», «Стрекоза» и др., где печатались его стихи, сценки, рассказы, заметки. Лазарев подписывался множеством различных псевдонимов: Ариэль, Заноза, Хома Брут, Человек, который смеется, и др.. Несмотря на это, чаще всего употреблял псевдоним «Грузинский» (псевдоним Лазарева объясняют его проживанием в 1880-е гг. на Большой Грузинской улице в Москве), который с тех пор ставится рядом с его фамилией. С 1891 по 1909 г. состоял секретарем и соредактором журнала «Будильник».
Большинство произведений Лазарева-Грузинского переведено на чешский язык Филиппом Матехой. Рассказы Лазарева-Грузинского вышли отдельно в 9 томах: «Нескучные рассказы» (1891) и «Женщины» (1910).
В советские годы беллетрист вступил в Федерацию объединений советских писателей, а в последние годы много занимался переводами французских фантастов и адаптацией их произведений для детей.
А. С. Лазарев-Грузинский жил в Москве (улица Заморёнова, дом 34, квартира 11). Умер 19 декабря 1927 года от рака лёгких. Похоронен на Ваганьковском кладбище.

## А. С. Лазарев-Грузинский иА. П. Чехов
В конце 1886 года Лазарев познакомился с А. П. Чеховым. У них завязалась близкая дружба. Познакомившись, они прониклись друг к другу симпатией и полным доверием. Каждые каникулы А. С. Лазарев-Грузинский навещал Антона Павловича на его московской квартире, и тот радушно принимал его. Их беседы обычно длились за полночь.
Фигура Антона Павловича повлияла на творчество беллетриста. В письмах 1887 года к Н. М. Ежову он называет Чехова «большим реалистом не только по писанию, но и вообще по убеждениям», «мастером слога и сравнений» («Чехов в неизданной переписке современников». Публикация Н. И. Гитович, — «Вопросы литературы», 1960, No 1, с. 98-99.).
С первых дней знакомства Чехов интересовался литературными делами Лазарева, помогал советами, правил некоторые его рассказы. В 1888 году Антон Павлович рекомендовал его как сотрудника в «Петербургскую газету» и «Новое время».

В письмах 1888 года к Н. А. Лейкину (21 июня) и А. С. Суворину (27 октября) Чехов подчеркивал, что Лазарев более талантлив и умен по сравнению с Н. М. Ежовым, с которым иногда Грузинский выступал в соавторстве. Самому Лазареву Чехов писал 20 октября 1888 года:
«Мне Ваши рассказы нравятся; с каждым годом Вы пишете все лучше и лучше, т. о. талантливее и умнее… Ваш недостаток: в своих рассказах Вы боитесь дать волю своему темпераменту, боитесь порывов и ошибок, то есть того самого, по чему узнается талант. Вы излишне вылизываете и шлифуете, все же, что кажется Вам смелым и резким, Вы спешите заключить в скобки и в кавычки… Описания природы у Вас недурны; Вы хорошо делаете, что боитесь мелочности и казенщины. Но опять-таки Вы не даете воли своему темпераменту. У Вас нет поэтому оригинальности в приемах… Дайте себе свободы…»

       -  Чехов А.П. Полн.собр.соч. и писем. Письма. - Т.3. - С.40 
В письме от 1 ноября 1889 года Чехов пишет: 
"Читаю Ваши рассказы. Прогресс замечаю огромный. Только бросьте Кузю, имя Семен и обывательски-мещански-титулярный тон Ваших героев. Побольше кружев, опопанакса, сирени, побольше оркестровой музыки, звонких речей... Сиречь, пишите колоритней. Физиономия Ваша уже выработалась, с чем я Вас и поздравляю".

— Чехов А. П. Полн.собр.соч. и писем. Письма. — Т.3. — С.275.
Однако в начале 90-х годов у Чехова появились первые сомнения относительно литературной будущности своих подопечных — Ежова и Лазарева. Талант Лазарева, по мнению Чехова, не развился. 20 июня 1891 года он пишет Е. М. Шавровой:
«Грузинский, он же Лазарев, подавал большие надежды, но мне кажется, он не из таких писателей, которым следовало бы подражать, — очень уж рассудителен. Он, надо заметить, прошел мою цензуру, так же как и Вы…»

— Чехов А. П. Полн.собр.соч. и писем. Письма. — Т.3. — С. 155.
Первая книга беллетриста «Нескучные рассказы» вышла в Москве в 1891 году. В 1911 году появилась вторая книга рассказов — «Женщины». Темы «Нескучных рассказов» шире, разнообразнее нарисованные в них типы, среди которых — гимназисты, помещики, крестьяне-бедняки, рабочие железной дороги. Критика отмечала подражание Чехову у Лазарева-Грузинского. Он так и не смог найти индивидуальную манеру письма, присущую только его перу. Он и сам по этому поводу писал Чехову с некоторым сожалением: 
«Мне очень лестно иметь Вас учителем, боюсь, что Вам придутся не по сердцу такие ученики… Рецензент „Труда“, говоря, что я Ваш подражатель, конечно, прав. Но я не подражая Вам намеренно, избегал брать те же сюжеты, типы и т. д. Штука в том, что Ваши рассказы я всегда считал образцовыми, Вашу манеру образцовой и т. д.»

— А. П. Чехов. Полн. собр. соч. и писем. Письма. — Т. 5. — с. 389.
Общение Лазарев и Чехов поддерживали вплоть до смерти Антона Павловича. До наших дней дошли 33 письма Чехова Лазареву-Грузинскому и 61 письмо от него к Чехову. Кроме того, Лазарев — автор многочисленных ценных мемуарных публикаций о Чехове. В них выражено чувство благодарности к писателю и запечатлены важные подробности его жизни и творчества. Глава из его неизданной книги «Антон Чехов и литературная Москва 80-х и 90-х годов» входит в сборник «А. П. Чехов в воспоминаниях современников» (М., Гослитиздат, 1960).

## Список произведений
- Нескучные рассказы Спб., 1891
- Женщины М., 1911